# Saint-Bihy
Saint-Bihy è un comune francese di 197 abitanti situato nel dipartimento delle Côtes-d'Armor nella regione della Bretagna.

## Società

### Evoluzione demografica
Abitanti censiti